# ミミー電子
ミミー電子株式会社（ミミーでんし）は、東京都立川市に本社のある補聴器・聴力測定器・磁気誘導ループのメーカーである。
大手補聴器メーカーに勤めていた創業者が1979年に設立、当初は医療機関向けに聴力検査器を製作していたが、納入先の耳鼻科医が行っていた研究をもとに補聴器の開発に着手した。1997年に利用者自らが音を調整できる補聴器を耳鼻科医大和田健次郎と開発、販売。

## 沿革
1979年8月 神田にミミー電子有限会社設立
1988年　　東京都開発助成金でデジタル気圧計、高度計を開発。
1999年5月 補聴器のアフターサービスの拠点となる「補聴器サポートセンター」を開設。
2002年1月 立川市一番町から立川市栄町へ移転。
2003年10月 セルフフィッティングができる耳あな型デジタル補聴器を開発・販売開始。
2007年7月 高音域、低音域の増加・減衰を一つのツマミで無段階に調整できる回路を内蔵し、耳もとと、本体内部にマイクを備えて切替が可能な箱形補聴器を開発、販売開始。
2010年10月 補聴器専門店や眼鏡店向けの、簡単に聴力検査が行える聴力検査器を開発、販売開始。
2012年9月 スイッチひとつで音質、音量を変える、ポケット型補聴器を開発、発売開始。
2015年11月 耳あな型デジタル補聴器をスターキー社の協力のもと開発、発売開始。
2016年6月 ものづくり事業の対象事業者に選ばれる。
2018年5月 ポッケsel1を開発販売。
2019年11月 中小企業振興公社アーガスに掲載。
2019年11月 東京新聞、中日新聞にてコラムに掲載。

## 製品
- 補聴器
- 聴力測定器
- 幼児聴力検査器プレイボックス
- 磁気誘導ループ